# Phryganeoidea
Super-famille
Les Phryganeoidea sont une super-famille d'insectes de l'ordre des Trichoptera et du sous-ordre des Integripalpia.

## Liste des familles
- †Baissoferidae
- †Dysoneuridae
- †Kalophryganeidae
- Phryganeidae
- Phryganopsychidae
- Plectrotarsidae